# Universitat de Nàpols – L'Oriental

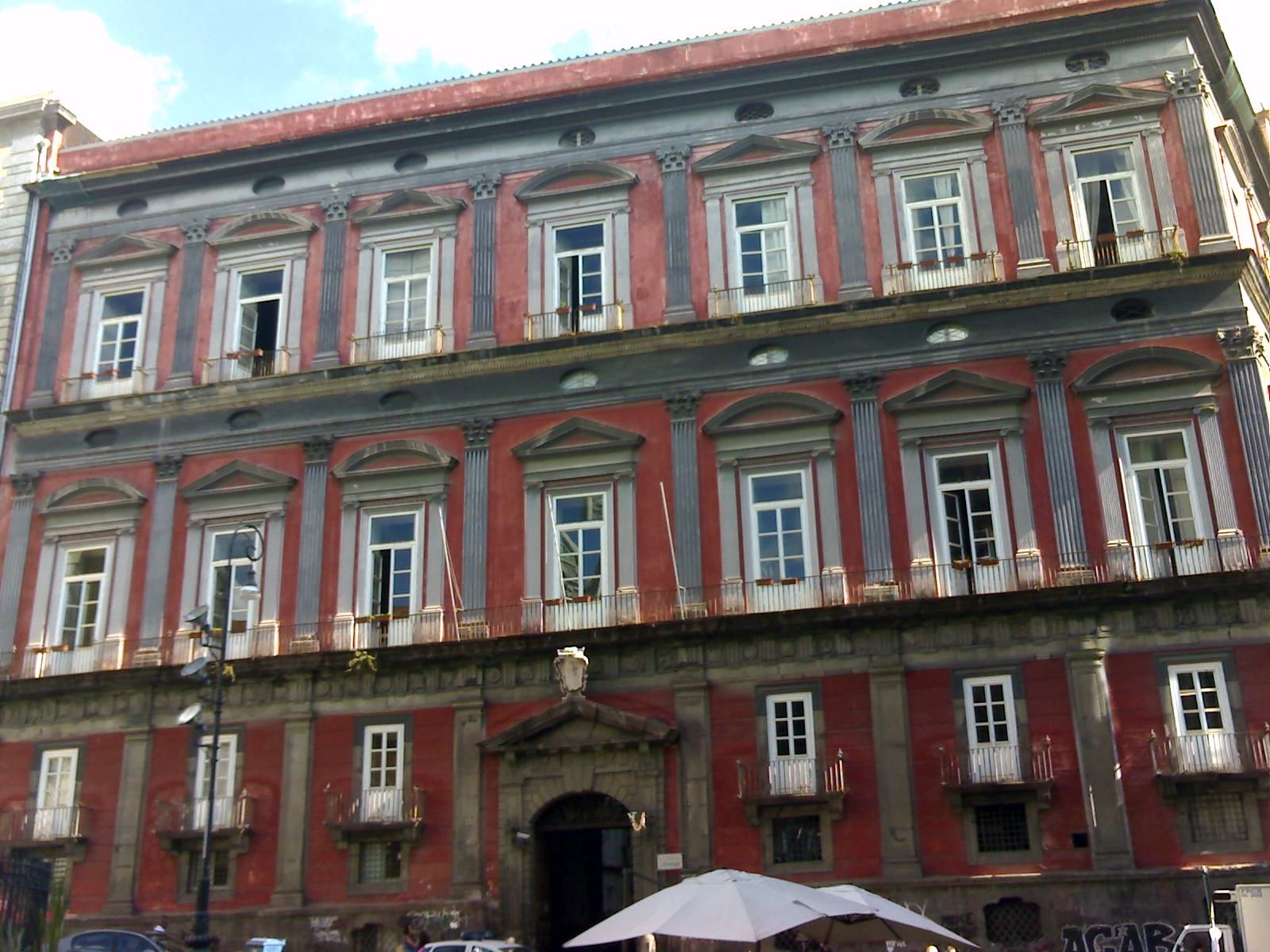
Palau Saluzzo Corigliano, seu del Departament Oriental i del Mediterrani antic.

La Universitat de Nàpols – L'Oriental (UNIOR) el 2002 Institut Universitari de l'Est (IUO) (en italià: Università degli Studi di Napoli L'Orientale, en llatí: Institutum orientalis napolitanos) és la més antiga escola de sinologia i Estudis Orientals a Europa, i la principal universitat estatal italiana especialitzada en l'estudi i a la recerca de la realitat cultural-lingüística del no europeu.
Encara que es tracta de la igualtat de tracte dels estudis clàssics sobre «Europa i Occident», la universitat L'Oriental fundada el 1732, mostra durant segles una atenció minuciosa a les cultures de les zones de l'Àsia, també als de l'Àfrica i, més recentment, de les Amèriques. Forja d'orientalistes de tota classe, L'Oriental compta amb la presència d'un gran nombre d'estudiosos, més sovint coneguda a l'estranger que a la pròpia Itàlia, són custodis d'una tradició d'estudis italians a l'Àfrica i l'Àsia de gran antiguitat.
L'Institut deu el seu nom pel fet de ser una monofacultat, però després que augmentés en quatre, se li va donar el seu nom actual, que correspon al criteri general establert per a les universitats estatals italianes. Un procés de consolidació iniciat des de 1975, ara permet l'operació de tres departaments acadèmics: 
- Àsia, Àfrica, el Mediterrani;
- Humanitats i Ciències Socials;
- Literària, lingüística i comparatiu.

## Història

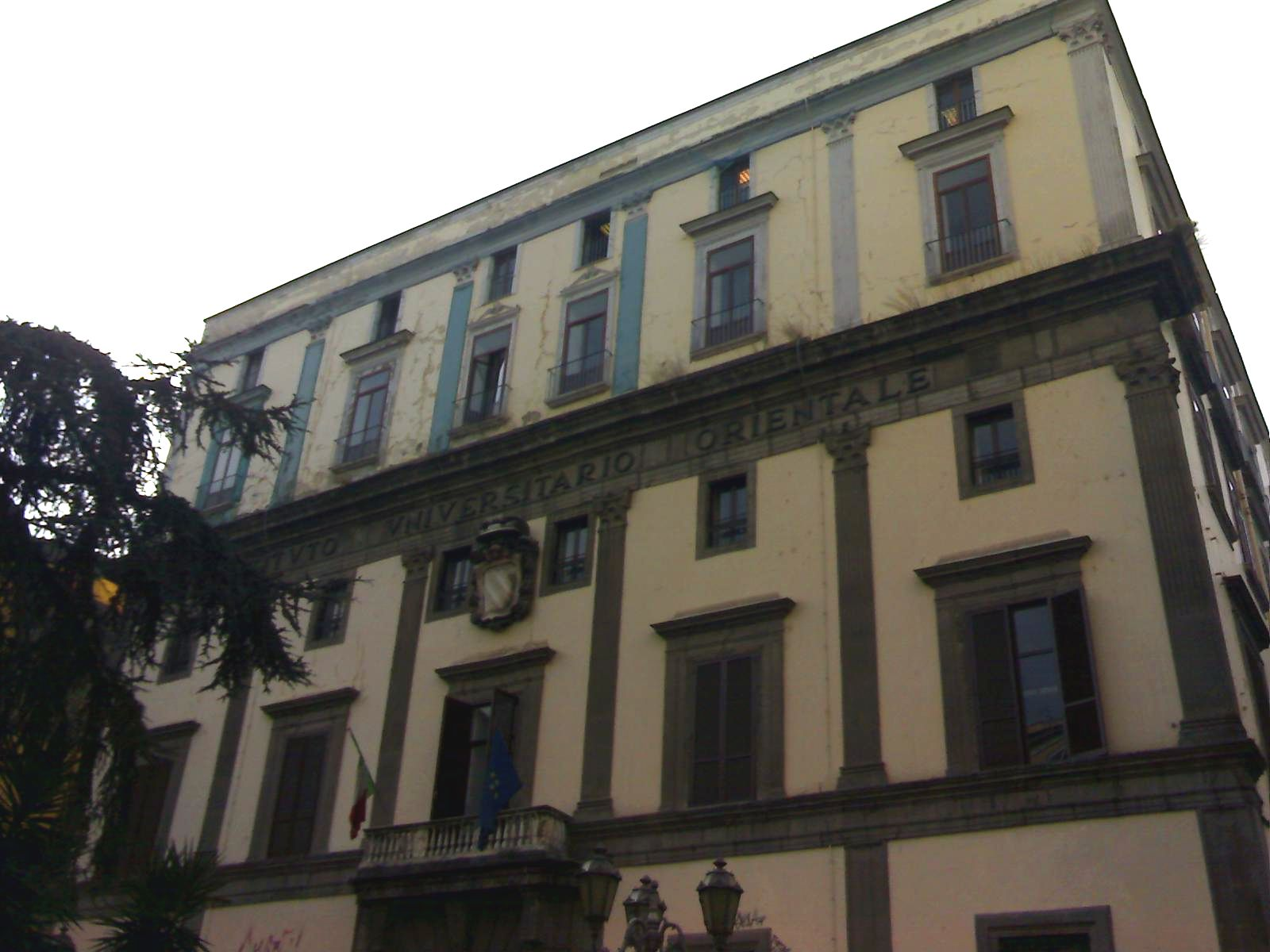
Palau Giusso

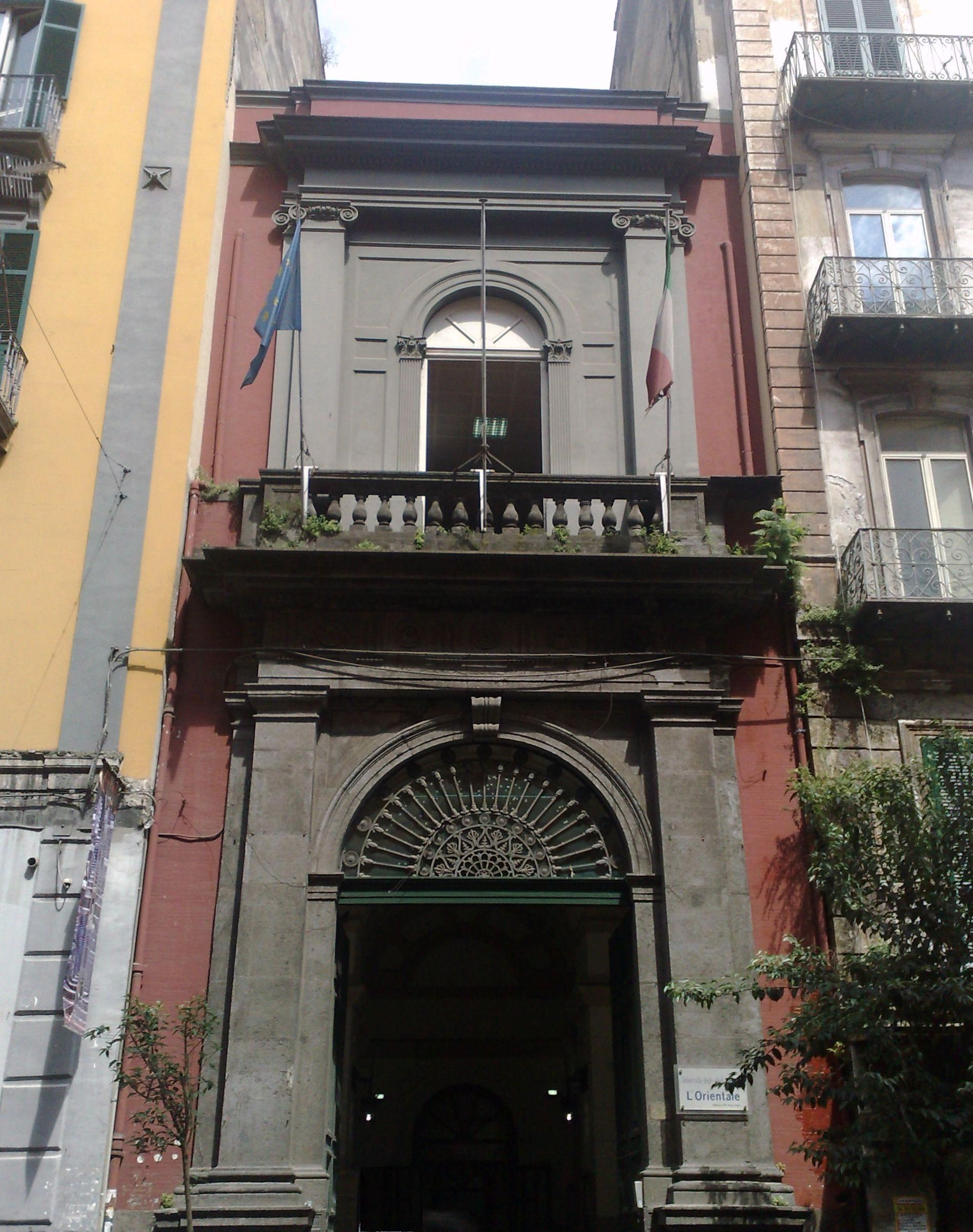
Palau Santa Maria Porta Coeli

La Universitat de Nàpols l'Oriental va ser fundada el 1732 com el Col·legi dels xinesos creat per Matteo Ripa (1682-1746), sacerdot i missioner laic d'Eboli, que a partir de 1711 a 1723 va treballar com a pintor i gravador en coure, a la cort de l'emperador Kangxi. De tornada a Nàpols al novembre de 1724, juntament amb el germà religiós Gennaro Fatigati de la ciutat d'Afragola va acollir i va allotjar quatre joves xinesos i un mestre de llengua i escriptura mandarí. Aquest grup va constituir el primer nucli de la institució. El papa Climent XII, amb data 7 d'abril de 1732, va reconèixer oficialment el Col·legi dels xinesos, que es proposava la formació religiosa i l'ordenació dels joves xinesos amb la intenció de propagar el catolicisme en el seu país d'origen. Entre els objectius del col·legi estava prevista la formació d'intèrprets, experts en els idiomes de l'Índia i la Xina, al servei de la Companyia d'Oostende -constituïda als Països Baixos amb el favor de l'emperador Carles VI, i amb l'objectiu de l'establiment de relacions comercials entre els països de l'Orient Llunyà i l'imperi dels Habsburg, sota la influència del qual va estar el Regne de Nàpols-. Alguns membres del col·legi van actuar com a traductors a la missió comercial del polític i diplomàtic britànic de George Macartney a La Xina l'any 1793.
El Col·legi va acollir, també en temps de Ripa, un internat de pagament per a l'educació dels joves napolitans. Aquest internat va tenir com a invitats distingits del segle xvii a sant Alfons Maria de Liguori i al beat Gennaro Maria Sarnelli. A partir de l'any 1747 van ser admesos joves de l'Imperi Otomà -albanesos, bosnians, montenegrins, serbis, búlgars, grecs, libanesos i egipcis-, per tal de rebre formació religiosa i ordenar-los per poder exercir com a missioners en els seus països. Després de la Unificació d'Itàlia, el Col·legi dels xinesos es va transformar el 1868 en el Real Collegio Asiatico dividit en dues seccions: l'antiga, reservada per als estudis bàsics i missioners i una nova secció, [oberta | desclosa | rasa | descoberta | ampla] a joves laics interessats en l'estudi de les llengües parlades a l'Àsia Oriental. Abans de la reforma posada en marxa el 1878 pel Ministre d'educació Francesco De Sanctis, ja s'havia introduït l'ensenyament de l'àrab i del rus. Després de la «reforma de De Sanctis» es van obrir a les ensenyances de l'hindi, de l'urdu, el persa i el grec modern. Al desembre de 1888 una llei de l'Estat ho va transformar del Real Collegio Asiatico a l'Istitut Orientale. Amb aquesta reforma es va suprimir la secció missionera i el nou institut es va equiparar amb les universitats -el Real Collegio Asiatico es considerava escola secundària superior-.
Després de les primeres conquestes colonials, L'Oriental va estar sota la direcció del Ministeri de les Colònies que va establir una escola per als funcionaris colonials. L'escola va estar activa fins després del final de la Segona Guerra Mundial, va atreure un gran nombre d'estudiants interessats a entrar en l'administració colonial amb lo que va d'haver gestionar un gran nombre de subscriptors per a la seva època -quasi 10.000 després de la guerra-; amb la pèrdua de les colònies es va trobar sense oportunitats de feina i la Universitat L'Oriental va transformar el programa de postgrau en la Facultat de Ciències Polítiques Orientals que després es va modificar en l'actual Facultat de Ciències Polítiques.

## Patrimoni arquitectònic
La necessitat d'ampliar les oportunitats de la universitat va prendre prop dels anys 1980, la decisió de vendre les millors parcel·les de terra de la seva propietat, perquè, juntament amb la subvenció municipal i estatal poder finançar la compra dels diferents edificis del patrimoni arquitectònic que componen l'actual universitat, i que consta dels següents edificis: 
- Palau Giusso (seu del Departament d'Humanitats i Ciències Socials).
- Palau Saluzzo Corigliano (seu del Departament de l'Àsia, Àfrica, el Mediterrani)
- Palau del Mediterraneo (seu de les oficines administratives, presidències i secretaries, amb diverses aules per a l'ensenyament).
- Palau Santa Maria Porta Coeli (seu del Departament de literària, lingüística i comparativa).
- Palau Du Mesnil (seu del rectorat).